# Cerro de Torres Uno
Cerro de Torres Uno är en ort i Mexiko.   Den ligger i kommunen Carlos A. Carrillo och delstaten Veracruz, i den sydöstra delen av landet, 400 km öster om huvudstaden Mexico City. Cerro de Torres Uno ligger 12 meter över havet och antalet invånare är 262.
Terrängen runt Cerro de Torres Uno är mycket platt. Runt Cerro de Torres Uno är det ganska glesbefolkat, med 34 invånare per kvadratkilometer. Närmaste större samhälle är Cosamaloapan de Carpio, 3,4 km nordväst om Cerro de Torres Uno. Trakten runt Cerro de Torres Uno består till största delen av jordbruksmark.